# Tout doux, toutou
Pour plus de détails, voir Fiche technique et Distribution.
Tout doux, toutou (Man's Best Friend) est un court-métrage d'animation américain des studios Disney avec Dingo, sorti en 1952.

## Synopsis
Dingo achète un jeune chiot nommé Bowser. Il a des problèmes avec son dressage mais cela ce complique lorsque le chien devient beaucoup plus grand... Sans compter les problèmes avec le voisinage et le fait que comme chien de garde, Bowser l'empêche de rentrer chez lui. On peut aussi le voir à deux reprises lécher le visage de Dingo durant l'épisode.

## Fiche technique
- Titre original : Man's Best Friend
- Titre français : Tout doux, toutou
- Série : Dingo
- Réalisation : Jack Kinney
- Scénario[1],[2]: Milt Banta, Al Bertino
- Animation[1] : Edwin Aardal[2], Hugh Fraser, George Nicholas, Charles Nichols, John Sibley
- Effets d'animation: George Rowley
- Layout : Al Zinnen
- Décors : Dick Anthony
- Musique: Joseph Dubin
- Production : Walt Disney
- Société de production : Walt Disney Productions
- Société de distribution : RKO Radio Pictures
- Pays :  États-Unis
- Langue : Anglais
- Format : Couleur (Technicolor) - 35 mm - 1,37:1 - Son mono (RCA Sound System)
- Durée : 6 minutes
- Dates de sortie :
  - États-Unis : 4 avril 1952[3]

## Voix originales
- Pinto Colvig : Goofy (Dingo)

## Voix françaises

### 1erdoublage (années 1970)
- Roland Ménard : Narrateur
- Jacques Dynam : Dingo

### 2edoublage (1990)
- Hervé Jolly : Narrateur
- Gérard Rinaldi : Dingo

### 3edoublage (1997)
- Marc Bretonnière : Narrateur, voix additionnelles
- Gérard Rinaldi : Dingo, le cambrioleur

### 4edoublage (2002)
- Michel Elias : Narrateur
- Gérard Rinaldi : Dingo
- Bernard Métraux : Voix additionnelles

## Titre en différentes langues
- Suède : Jan Långben och Buster, Jan Långben och Putte[1]